# Werner Schüttmann
Werner Schüttmann (* 9. September 1914 in Dresden; † 23. Oktober 2000 in Berlin) war ein deutscher Facharzt für Innere Krankheiten, Arbeitshygiene und Strahlenschutzmedizin.
Schüttmann absolvierte eine internistische Weiterbildung am Kreiskrankenhaus Reichenbach im Vogtland. Daraus resultierende gewerbemedizinische Untersuchungen führten ihn an das Deutsche Zentralinstitut für Arbeitsmedizin (ZAM) in Berlin-Lichtenberg, wo er sich im Weiteren als Chefarzt der Inneren Abteilung besonders mit berufsbedingten Infektionskrankheiten und Strahlenschäden sowie mit toxischen Lebererkrankungen beschäftigte und dazu 1965 habilitierte.
1970 baute er in Berlin-Karlshorst als ärztlicher Direktor eine moderne medizinische Struktur in der Staatlichen Zentrale für Strahlenschutz (das spätere Staatliches Amt für Atomsicherheit und Strahlenschutz). 1976 wurde er Honorarprofessor an der Humboldt-Universität.
Nach seiner Emeritierung 1978 widmete er sich der biologischen Wirkung des radioaktiven Edelgases Radon: einerseits als Ursache der „Schneeberger Lungenkrankheit“, andererseits als wirksames Kur-Heilmittel. Ferner beschäftigte er sich mit der Geschichte der Arbeitsmedizin, des Strahlenschutzes und der Strahlenforschung. Er verfasste 140 Publikationen und Buchbeiträge.